# Oxyopes naliniae
Oxyopes naliniae är en spindelart som beskrevs av Gajbe 1999. Oxyopes naliniae ingår i släktet Oxyopes och familjen lospindlar. Inga underarter finns listade i Catalogue of Life.